# Hallennes-lez-Haubourdin
Hallennes-lez-Haubourdin – miejscowość i gmina we Francji, w regionie Hauts-de-France, w departamencie Nord.
Według danych na rok 1990 gminę zamieszkiwało 3851 osób, a gęstość zaludnienia wynosiła 885 osób/km² (wśród 1549 gmin regionu Nord-Pas-de-Calais Hallennes-lez-Haubourdin plasuje się na 232. miejscu pod względem liczby ludności, natomiast pod względem powierzchni na miejscu 736.).